# 灰釉陶器

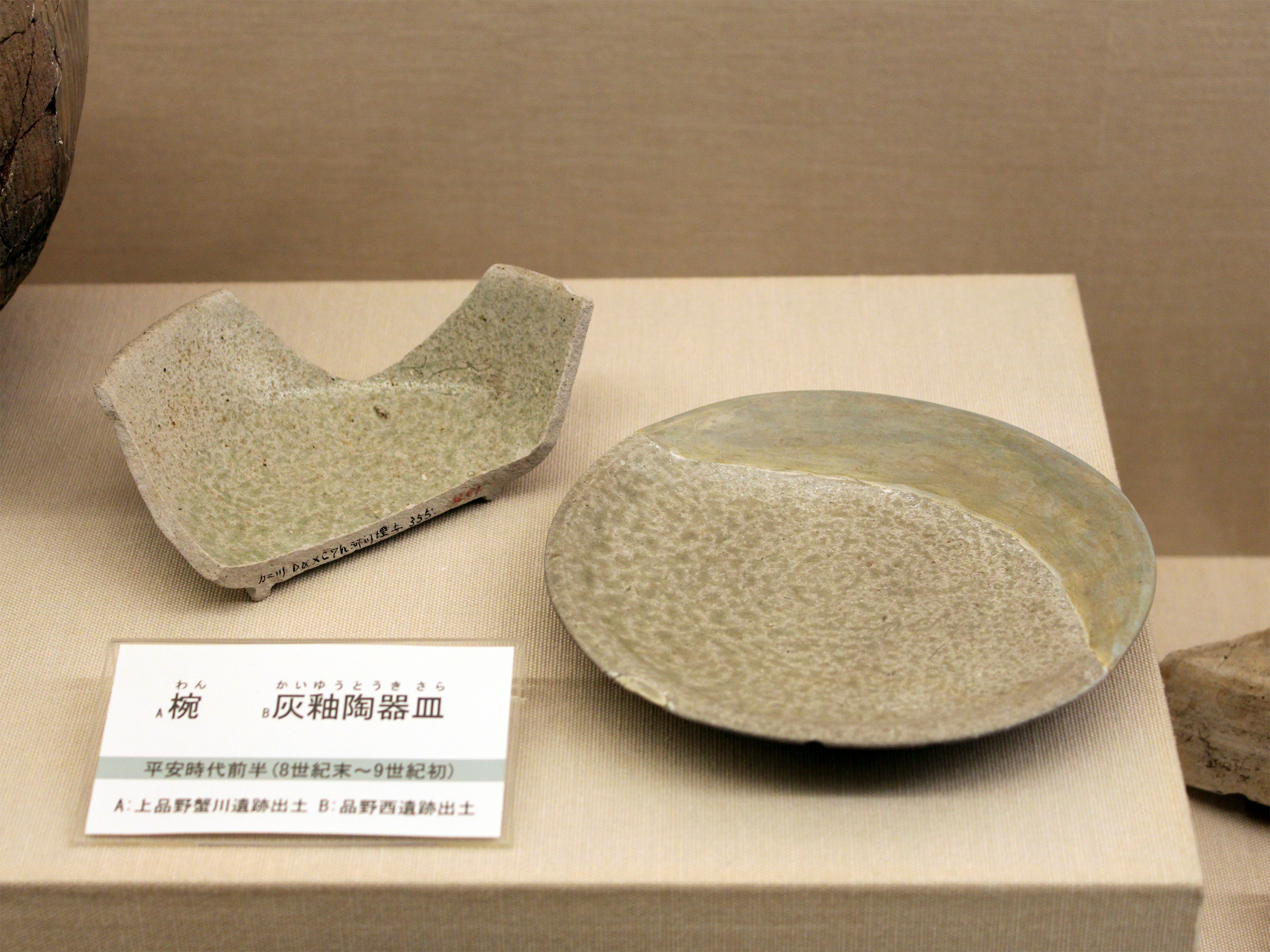
愛知県瀬戸市内出土の灰釉碗・皿。平安時代 8世紀末-9世紀初 瀬戸蔵ミュージアム蔵

灰釉陶器（かいゆうとうき）は、日本の平安時代に生産された、植物灰を使った施釉陶器。緑釉陶器と共に、人工的に施釉された陶器として国内最初期のものに位置づけられている。

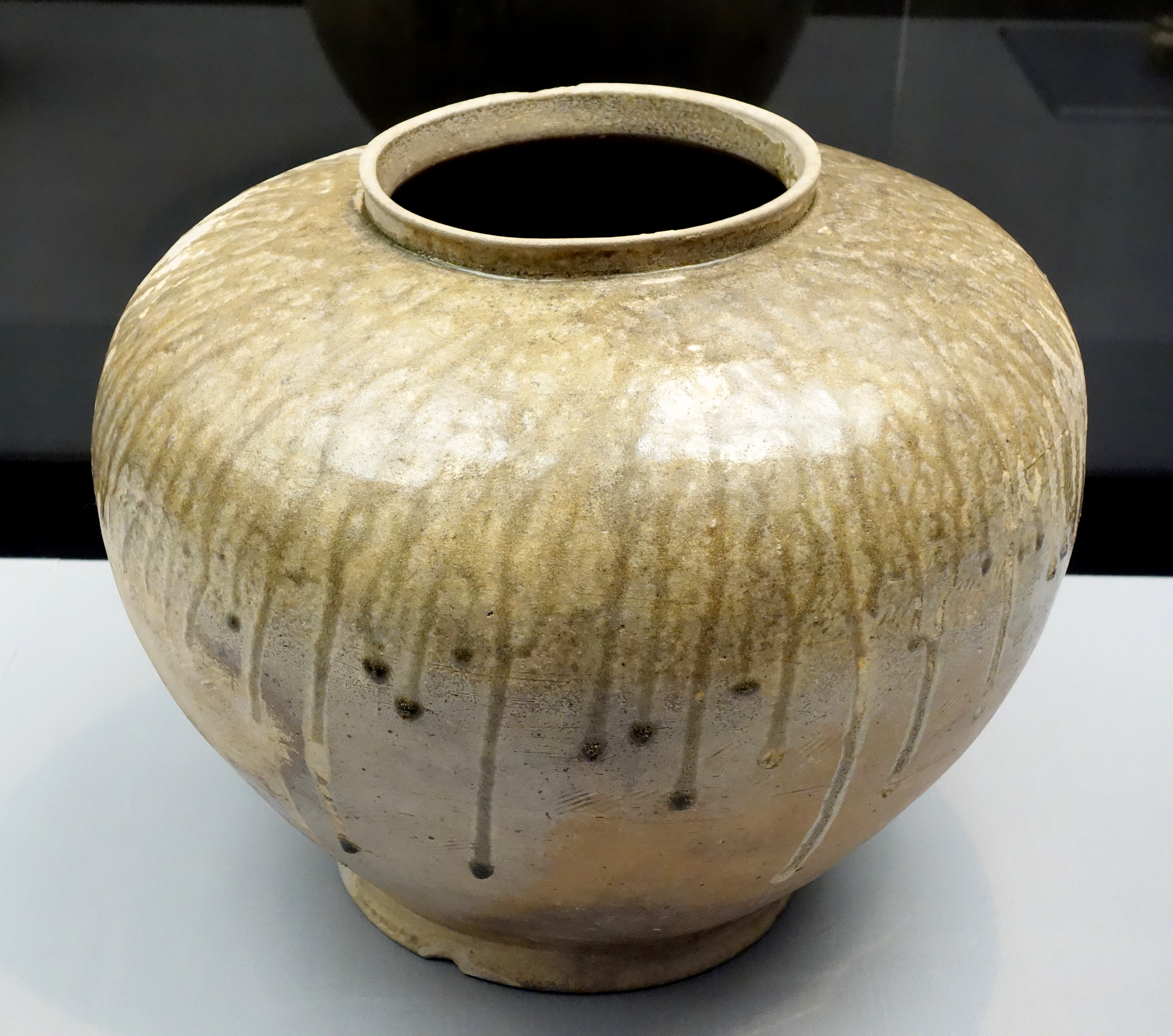
猿投窯産灰釉大壺 平安時代 9世紀 東京国立博物館蔵

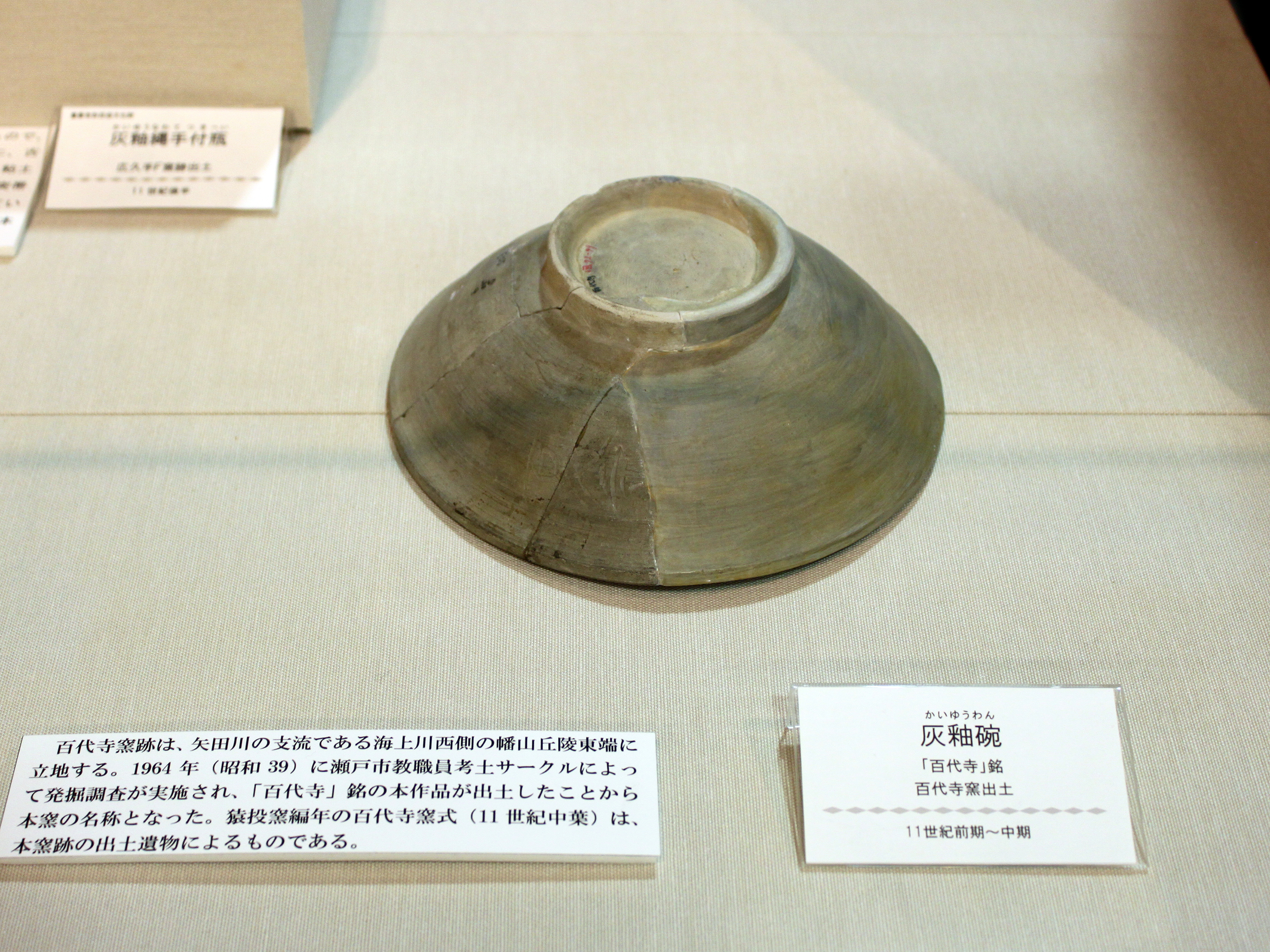
猿投窯（瀬戸地区）産灰釉碗（「百代寺」の刻書がある）。平安時代 11世紀 瀬戸蔵ミュージアム蔵

## 概要
平安時代当時は、施釉陶器全般を「瓷器（しき）」と呼び、灰釉陶器は「白瓷（しらし）」と呼ばれていたと考えられている。
窯（陶窯）を使った焼き物の生産は、古墳時代に朝鮮半島から導入された須恵器に始まる。須恵器にも釉のかかったものが見られるが、これらは窯の燃焼中、高熱により燃料の灰が溶け、偶然製品に付着した「自然釉」であり、人為的に釉をかけたものではなかった。奈良時代には、 唐三彩に倣った「奈良三彩（正倉院三彩）」が焼かれるなど、一部で施釉陶器が生産されたが、中央の貴族や皇族などの特別な階級へ供される高級品であり、技術や製品が一般化することはなかった。やがて高級食器である越州窯系青磁が輸入されると、それらの模倣として、緑釉陶器、次いで灰釉陶器が誕生した。
灰釉陶器の生産は、愛知県尾張地方の埴輪・須恵器窯であった「猿投窯」（日本三大古窯の一つ）で開始された。猿投窯では、8世紀代には、意図的に炎の近くに製品を置いて自然釉がかかりやすくした「原始灰釉陶器」が出現していたが、9世紀初頭に焼成前に釉を刷毛塗りする技法が現れ、緑釉陶器と共に本格的な生産が開始された（猿投白瓷）。器種は椀・皿・段皿･蓋･鉢･壺･手付瓶（てつけへい）・水瓶・浄瓶・圏足円面硯・風字硯などがある。藁などの植物灰を原料にした釉が施され、暗緑色を呈する。また、釉の溶ける温度が緑釉陶器よりはるかに高く、強く焼き締まるために緑釉陶器より硬質である。生産された灰釉陶器は、平安京をはじめ、全国各地に流通した。
その後9世紀半ば以降、周辺地域でも生産がおこり、同県小牧市周辺の尾北窯、豊橋市二川窯、岐阜県多治見市周辺の東濃窯、静岡県浜松市宮口窯、掛川市清ヶ谷窯、島田市 旗指（はっさし）窯、藤枝市助宗（すけむね）窯などで生産された。また特殊な事例として、京都洛北の中の谷４号窯で落下傘的な生産がなされている。10世紀代には猿投窯そのものが拡散し始め、北部の瀬戸市域でも、10世紀後半に広久手窯（30号窯）、11世紀半ばに南山窯などが現れ、瀬戸窯（瀬戸焼）の源流となった。
初期の灰釉陶器は精巧に作られ、高級食器として緑釉陶器の代替品を担い、地方官衙や寺院の影響力の元に生産されたが、時代と共に庶民の日常食器としても普及するようになった。また、多くの窯場では、次第に精巧な作りのものがなくなり、11世紀末には施釉をしない「山茶碗」と呼ばれる日用雑器へと変化していった。